# Giải vô địch bóng đá thế giới 2018 (Bảng A)
Bảng A của giải vô địch bóng đá thế giới 2018 sẽ diễn ra từ ngày 14 đến ngày 25 tháng 6 năm 2018. Bảng này bao gồm Nga, Ả Rập Xê Út, Ai Cập và Uruguay. Hai đội tuyển hàng đầu sẽ giành quyền vào vòng 16 đội.

## Các đội tuyển
| Vị trí bốc thăm | Đội tuyển   | Nhóm | Liên đoàn | Tư cách vòng loại            | Ngày vượt qua vòng loại | Tham dự chung kết | Tham dự cuối cùng | Thành tích tốt nhất lần trước | Bảng xếp hạng FIFA | Bảng xếp hạng FIFA |
| Vị trí bốc thăm | Đội tuyển   | Nhóm | Liên đoàn | Tư cách vòng loại            | Ngày vượt qua vòng loại | Tham dự chung kết | Tham dự cuối cùng | Thành tích tốt nhất lần trước | Tháng 10 năm 2017  | Tháng 6 năm 2018   |
| --------------- | ----------- | ---- | --------- | ---------------------------- | ----------------------- | ----------------- | ----------------- | ----------------------------- | ------------------ | ------------------ |
| A1              | Nga         | 1    | UEFA      | Chủ nhà                      | 2 tháng 12 năm 2010     | 11 lần            | 2014              | Hạng tư (1966)                | 65                 | 70                 |
| A2              | Ả Rập Xê Út | 4    | AFC       | Nhì bảng B khu vực châu Á    | 5 tháng 9 năm 2017      | 5 lần             | 2006              | Vòng 16 đội (1994)            | 63                 | 67                 |
| A3              | Ai Cập      | 3    | CAF       | Nhất bảng E khu vực châu Phi | 8 tháng 10 năm 2017     | 3 lần             | 1990              | Vòng bảng (1934, 1990)        | 30                 | 45                 |
| A4              | Uruguay     | 2    | CONMEBOL  | Á quân khu vực Nam Mỹ        | 10 tháng 10 năm 2017    | 13 lần            | 2014              | Vô địch (1930, 1950)          | 17                 | 14                 |

Ghi chú
1. ↑  The rankings of October 2017 were used for seeding for the final draw.
2. ↑  This is the 4th appearance of Russia at the FIFA World Cup. However, FIFA considers Russia as the successor team of the Soviet Union.
3. ↑  Russia's best result is group stage in 1994, 2002, and 2014. However, FIFA considers Russia as the successor team of the Soviet Union.

## Bảng xếp hạng
| VT | Đội         | ST | T | H | B | BT | BB | HS | Đ | Giành quyền tham dự                     |
| -- | ----------- | -- | - | - | - | -- | -- | -- | - | --------------------------------------- |
| 1  | Uruguay     | 3  | 3 | 0 | 0 | 5  | 0  | +5 | 9 | Giành quyền vào vòng đấu loại trực tiếp |
| 2  | Nga (H)     | 3  | 2 | 0 | 1 | 8  | 4  | +4 | 6 | Giành quyền vào vòng đấu loại trực tiếp |
| 3  | Ả Rập Xê Út | 3  | 1 | 0 | 2 | 2  | 7  | −5 | 3 |                                         |
| 4  | Ai Cập      | 3  | 0 | 0 | 3 | 2  | 6  | −4 | 0 |                                         |

Trong vòng 16 đội:
- Uruguay (nhất bảng A) được giành quyền vào thi đấu với Bồ Đào Nha (nhì bảng B).
- Nga (nhì bảng A) được giành quyền vào thi đấu với Tây Ban Nha (nhất bảng B).

## Các trận đấu
Tất cả các thời gian được liệt kê là giờ địa phương.

### Nga vs Ả Rập Xê Út
Hai đội đã gặp nhau chỉ một lần, một trận giao hữu năm 1993 Ả Rập Xê Út đã thắng 4–2.
Ngay phút thứ 12 của trận đấu, Yury Gazinsky mang áo số 9 của đội tuyển Nga đã ghi bàn mở tỉ số trận đấu từ một đường chuyền bên cánh trái. Denis Cheryshev nâng tỉ số lên 2-0 cho Nga trước khi kết thúc hiệp 1. Số 26 của Nga Artem Dzyuba đã có một pha cản phá xuất sắc từ một đường chuyền bên cánh phải, đã chuyền bóng qua hàng hậu vệ đối phương nhưng Fyodor Smolov đã sút vội vàng không qua được thủ môn đội Ả Rập Xê Út Abdullah Al-Mayouf. Nhịp độ trận đấu có chậm lại trong hiệp 2, nhưng cầu thủ vào thay người Artem Dzyuba đã tạo nên bước ngoặt của hiệp 2 bằng một cú đánh đầu chính xác từ đường chuyền ở cánh phải để mở rộng cách biệt. Khi trận đấu bước sang những phút bù giờ, Cheryshev đã ghi bàn bằng một cú dứt điểm bằng chân trái vào góc cao bên phải trước khi Aleksandr Golovin thực hiện một quả đá phạt trực tiếp đẹp mắt, đưa bóng vào lưới.
Lần đầu tiên trong lịch sử World Cup, hai cầu thủ - Gazinsky và Cheryshev - ghi bàn thắng quốc tế đầu tiên của mình ngay trong trận mở màn. Chiến thắng của Nga đồng nghĩa với việc đội chủ nhà chưa bao giờ để thua trận mở màn trong bất cứ kỳ World Cup nào trong số 22 kỳ World Cup (thắng 16, hòa 6). Nga cũng giành được chiến thắng đậm thứ hai của nước chủ nhà trong trận mở màn tại World Cup, sau Ý trước Mỹ năm 1934 (7–1); đồng thời đây cũng là trận thắng lớn thứ hai của bất kỳ nước chủ nhà nào, chỉ sau Ý vs Mỹ năm 1934 và Brazil vs Thụy Điển năm 1950, cả hai đều kết thúc với tỷ số 7–1. Denis Cheryshev của Nga trở thành cầu thủ dự bị đầu tiên ghi bàn trong trận mở màn của một giải đấu World Cup. Trong trận đấu này, Sergei Ignashevich đã trở thành cầu thủ lớn tuổi nhất từng xuất hiện trong một trận đấu tại World Cup cho Nga/Liên Xô (38 tuổi 335 ngày).
Đối với Ả Rập Xê Út, đây là trận thua đậm thứ hai của họ tại World Cup, sau thất bại 0-8 trước Đức năm 2002. Những trận thua này cũng lần lượt là trận thua đậm nhất và nhì đối với bất kỳ đội Ả Rập nào từng tham dự FIFA World Cup.
| Nga                                                                | 5 - 0    | Ả Rập Xê Út |
| ------------------------------------------------------------------ | -------- | ----------- |
| - Gazinsky 12' - Cheryshev 43', 90+1' - Dzyuba 71' - Golovin 90+4' | Chi tiết |             |

| Nga | Ả Rập Xê Út |

| GK                   | 1  | Igor Akinfeev (c)  |     |     |
| RB                   | 2  | Mário Fernandes    |     |     |
| CB                   | 3  | Ilya Kutepov       |     |     |
| CB                   | 4  | Sergei Ignashevich |     |     |
| LB                   | 18 | Yuri Zhirkov       |     |     |
| CM                   | 8  | Yury Gazinsky      |     |     |
| CM                   | 11 | Roman Zobnin       |     |     |
| RW                   | 19 | Aleksandr Samedov  |     | 64' |
| AM                   | 9  | Alan Dzagoev       |     | 24' |
| LW                   | 17 | Aleksandr Golovin  | 88' |     |
| CF                   | 10 | Fyodor Smolov      |     | 70' |
| Vào thay người:      |    |                    |     |     |
| MF                   | 6  | Denis Cheryshev    |     | 24' |
| MF                   | 7  | Daler Kuzyayev     |     | 64' |
| FW                   | 22 | Artem Dzyuba       |     | 70' |
| Huấn luyện viên:     |    |                    |     |     |
| Stanislav Cherchesov |    |                    |     |     |

| GK                 | 1  | Abdullah Al-Mayouf  |       |     |
| RB                 | 6  | Mohammed Al-Breik   |       |     |
| CB                 | 3  | Osama Hawsawi (c)   |       |     |
| CB                 | 5  | Omar Hawsawi        |       |     |
| LB                 | 13 | Yasser Al-Shahrani  |       |     |
| DM                 | 7  | Salman Al-Faraj     |       |     |
| CM                 | 14 | Abdullah Otayf      |       | 64' |
| CM                 | 17 | Taisir Al-Jassim    | 90+3' |     |
| RW                 | 18 | Salem Al-Dawsari    |       |     |
| LW                 | 8  | Yahya Al-Shehri     |       | 72' |
| CF                 | 10 | Mohammad Al-Sahlawi |       | 85' |
| Vào thay người:    |    |                     |       |     |
| FW                 | 19 | Fahad Al-Muwallad   |       | 64' |
| MF                 | 9  | Hattan Bahebri      |       | 72' |
| FW                 | 20 | Muhannad Assiri     |       | 85' |
| Huấn luyện viên:   |    |                     |       |     |
| Juan Antonio Pizzi |    |                     |       |     |

| Cầu thủ xuất sắc nhất trận: Denis Cheryshev (Nga) Trợ lý trọng tài: Hérnan Maidana (Argentina) Juan Pablo Bellati (Argentina) Trọng tài thứ tư: Sandro Ricci (Brasil) Trọng tài thứ năm: Emerson de Carvalho (Brasil) Trợ lý trọng tài video: Massimiliano Irrati (Ý) Trợ lý trọng tài trợ lý video: Mauro Vigliano (Argentina) Carlos Astroza (Chile) Daniele Orsato (Ý) |

### Ai Cập vs Uruguay
Hai đội đã gặp nhau chỉ một lần, một trận giao hữu năm 2006 Uruguay đã thắng 2 - 0.
Ai Cập đã làm khó Uruguay với hàng phòng ngự lùi sâu, chơi chắc chắn, xử lý tốt và phản công khi có bóng để duy trì tỷ số hòa không bàn thắng cho đến cuối trận. Luis Suárez thi đấu dưới sức nhưng vẫn nổi bật trong số ít cơ hội được tạo ra. Khi còn ba phút nữa, Edinson Cavani đã bị phạm lỗi và Uruguay được hưởng một quả đá phạt. José Giménez đánh đầu vào lưới Ai Cập ở phút 89 từ đường chuyền của Carlos Sánchez. Uruguay thắng trận mở màn tại World Cup lần đầu tiên kể từ năm 1970, khi họ đánh bại Israel 2 - 0 .
| Ai Cập | 0 - 1    | Uruguay       |
| ------ | -------- | ------------- |
|        | Chi tiết | - Giménez 89' |

| Ai Cập | Uruguay |

| GK               | 23 | Mohamed El-Shenawy  |       |     |
| RB               | 7  | Ahmed Fathy (c)     |       |     |
| CB               | 2  | Ali Gabr            |       |     |
| CB               | 6  | Ahmed Hegazi        | 90+6' |     |
| LB               | 13 | Mohamed Abdel-Shafy |       |     |
| CM               | 8  | Tarek Hamed         |       | 50' |
| CM               | 17 | Mohamed Elneny      |       |     |
| RW               | 22 | Amr Warda           |       | 82' |
| AM               | 19 | Abdallah Said       |       |     |
| LW               | 21 | Trézéguet           |       |     |
| CF               | 9  | Marwan Mohsen       |       | 63' |
| Vào thay người:  |    |                     |       |     |
| MF               | 5  | Sam Morsy           |       | 50' |
| FW               | 11 | Kahraba             |       | 63' |
| FW               | 14 | Ramadan Sobhi       |       | 82' |
| Huấn luyện viên: |    |                     |       |     |
| Héctor Cúper     |    |                     |       |     |

| GK               | 1  | Fernando Muslera       |  |     |
| RB               | 4  | Guillermo Varela       |  |     |
| CB               | 2  | José Giménez           |  |     |
| CB               | 3  | Diego Godín (c)        |  |     |
| LB               | 22 | Martín Cáceres         |  |     |
| RM               | 8  | Nahitan Nández         |  | 58' |
| CM               | 15 | Matías Vecino          |  | 87' |
| CM               | 6  | Rodrigo Bentancur      |  |     |
| LM               | 10 | Giorgian De Arrascaeta |  | 59' |
| CF               | 9  | Luis Suárez            |  |     |
| CF               | 21 | Edinson Cavani         |  |     |
| Vào thay người:  |    |                        |  |     |
| MF               | 5  | Carlos Sánchez         |  | 58' |
| MF               | 7  | Cristian Rodríguez     |  | 59' |
| MF               | 14 | Lucas Torreira         |  | 87' |
| Huấn luyện viên: |    |                        |  |     |
| Óscar Tabárez    |    |                        |  |     |

| Cầu thủ xuất sắc nhất trận: Mohamed El-Shenawy (Ai Cập) Trợ lý trọng tài: Sander van Roekel (Hà Lan) Erwin Zeinstra (Hà Lan) Trọng tài thứ tư: Milorad Mažić (Serbia) Trọng tài thứ năm: Milovan Ristić (Serbia) Trợ lý trọng tài video: Danny Makkelie (Hà Lan) Trợ lý trọng tài trợ lý video: Paweł Gil (Ba Lan) Cyril Gringore (Pháp) Clément Turpin (Pháp) |

### Nga vs Ai Cập
Hai đội chưa bao giờ gặp nhau trước đây.
Tuyển Nga bế tắc trong hiệp 1, nhưng đã có một màn trình diễn thuyết phục trong hiệp 2. Nga vượt lên dẫn trước khi Fathi vô tình phản lưới nhà từ cú sút của Dzuyba. Phút 59, Mário Fernandes lao vào vòng cấm trước khi thực hiện một đường chuyền bên cánh phải để Denis Cheryshev ghi bàn thắng thứ hai cho Nga. Dzyuba nâng tỷ số lên 3–0 khi anh thực hiện một pha chơi bóng bằng ngực, vượt qua Ali Gabr và kết thúc bằng một cú sút chìm. Salah được hưởng một quả phạt đền sau khi bị Zobnin phạm lỗi - được đưa ra sau khi tham khảo ý kiến của trợ lý trọng tài VAR vì ban đầu trọng tài cho rằng hành vi phạm lỗi diễn ra bên ngoài vòng cấm. Salah ghi bàn từ chấm 11m để trở thành cầu thủ Ai Cập thứ ba ghi bàn tại một kỳ World Cup. 

Đây là lần đầu tiên Nga thắng hai trận mở màn tại một kỳ World Cup kể từ năm 1966 (với tư cách là Liên Xô). Và sau chiến thắng 1–0 của Uruguay trước Ả Rập Xê Út, Nga, lần đầu tiên kể từ khi Liên Xô sụp đổ, giành quyền vào vòng tiếp theo.
| Nga                                             | 3 - 1    | Ai Cập              |
| ----------------------------------------------- | -------- | ------------------- |
| - Fathy 47' (l.n.) - Cheryshev 59' - Dzyuba 62' | Chi tiết | - Salah 73' (ph.đ.) |

| Nga | Ai Cập |

| GK                   | 1  | Igor Akinfeev (c)  |     |     |
| RB                   | 2  | Mário Fernandes    |     |     |
| CB                   | 3  | Ilya Kutepov       |     |     |
| CB                   | 4  | Sergei Ignashevich |     |     |
| LB                   | 18 | Yuri Zhirkov       |     | 86' |
| CM                   | 11 | Roman Zobnin       |     |     |
| CM                   | 8  | Yury Gazinsky      |     |     |
| RW                   | 19 | Aleksandr Samedov  |     |     |
| AM                   | 17 | Aleksandr Golovin  |     |     |
| LW                   | 6  | Denis Cheryshev    |     | 74' |
| CF                   | 22 | Artem Dzyuba       |     | 79' |
| Vào thay người:      |    |                    |     |     |
| MF                   | 7  | Daler Kuzyayev     |     | 74' |
| FW                   | 10 | Fyodor Smolov      | 84' | 79' |
| DF                   | 13 | Fyodor Kudryashov  |     | 86' |
| Huấn luyện viên:     |    |                    |     |     |
| Stanislav Cherchesov |    |                    |     |     |

| GK               | 23 | Mohamed El-Shenawy  |     |     |
| RB               | 7  | Ahmed Fathy (c)     |     |     |
| CB               | 2  | Ali Gabr            |     |     |
| CB               | 6  | Ahmed Hegazi        |     |     |
| LB               | 13 | Mohamed Abdel-Shafy |     |     |
| CM               | 8  | Tarek Hamed         |     |     |
| CM               | 17 | Mohamed Elneny      |     | 64' |
| RW               | 10 | Mohamed Salah       |     |     |
| AM               | 19 | Abdallah Said       |     |     |
| LW               | 21 | Trézéguet           | 57' | 68' |
| CF               | 9  | Marwan Mohsen       |     | 82' |
| Vào thay người:  |    |                     |     |     |
| FW               | 22 | Amr Warda           |     | 64' |
| FW               | 14 | Ramadan Sobhi       |     | 68' |
| FW               | 11 | Kahraba             |     | 82' |
| Huấn luyện viên: |    |                     |     |     |
| Héctor Cúper     |    |                     |     |     |

| Cầu thủ xuất sắc nhất trận: Denis Cheryshev (Nga) Trợ lý trọng tài: Eduardo Cardozo (Paraguay) Juan Zorrilla (Paraguay) Trọng tài thứ tư: Cüneyt Çakır (Thổ Nhĩ Kỳ) Trọng tài thứ năm: Bahattin Duran (Thổ Nhĩ Kỳ) Trợ lý trọng tài video: Massimiliano Irrati (Ý) Trợ lý trọng tài trợ lý video: Mauro Vigliano (Argentina) Carlos Astroza (Chile) Szymon Marciniak (Ba Lan) |

### Uruguay vs Ả Rập Xê Út
Hai đội đã gặp nhau trong 2 trận đấu trước đây. Lần gặp nhau gần đây nhất của họ là một trận giao hữu năm 2014, đã kết thúc với kết quả hoà 1 - 1.
Phút thứ 23, Suarez mở tỉ số từ pha chọn điểm rơi không tốt của thủ thành Al-Owais từ tình huống đá phạt góc của Carlos Sanchez. Ả Rập Xê Út cầm bóng nhiều trong những phút cuối trận nhưng không thể ghi bàn. Kết quả này giúp Nga và Uruguay giành vé sớm vào vòng 16 đội, trong khi Ả Rập Xê Út và Ai Cập bị loại sớm. Suarez trở thành cầu thủ thứ 6 ra sân lần thứ 100 cho đội tuyển quốc gia. Anh cũng trở thành cầu thủ Uruguay đầu tiên ghi bàn ở 3 kỳ World Cup. Chiến thắng của Uruguay cũng giúp Nga lần đầu tiên vượt qua vòng bảng kể từ khi Liên Xô sụp đổ, vì Nga đã thắng Ai Cập 3 - 1 trước đó.
| Uruguay      | 1 - 0    | Ả Rập Xê Út |
| ------------ | -------- | ----------- |
| - Suárez 23' | Chi tiết |             |

| Uruguay | Ả Rập Xê Út |

| GK               | 1  | Fernando Muslera   |  |     |
| RB               | 4  | Guillermo Varela   |  |     |
| CB               | 2  | José Giménez       |  |     |
| CB               | 3  | Diego Godín (c)    |  |     |
| LB               | 22 | Martín Cáceres     |  |     |
| RM               | 5  | Carlos Sánchez     |  | 82' |
| CM               | 15 | Matías Vecino      |  | 59' |
| CM               | 6  | Rodrigo Bentancur  |  |     |
| LM               | 7  | Cristian Rodríguez |  | 59' |
| CF               | 9  | Luis Suárez        |  |     |
| CF               | 21 | Edinson Cavani     |  |     |
| Vào thay người:  |    |                    |  |     |
| MF               | 17 | Diego Laxalt       |  | 59' |
| MF               | 14 | Lucas Torreira     |  | 59' |
| MF               | 8  | Nahitan Nández     |  | 82' |
| Huấn luyện viên: |    |                    |  |     |
| Óscar Tabárez    |    |                    |  |     |

| GK                 | 22 | Mohammed Al-Owais   |  |     |
| RB                 | 6  | Mohammed Al-Breik   |  |     |
| CB                 | 3  | Osama Hawsawi (c)   |  |     |
| CB                 | 4  | Ali Al-Bulaihi      |  |     |
| LB                 | 13 | Yasser Al-Shahrani  |  |     |
| DM                 | 14 | Abdullah Otayf      |  |     |
| CM                 | 7  | Salman Al-Faraj     |  |     |
| CM                 | 17 | Taisir Al-Jassim    |  | 44' |
| RW                 | 9  | Hattan Bahebri      |  | 75' |
| LW                 | 18 | Salem Al-Dawsari    |  |     |
| CF                 | 19 | Fahad Al-Muwallad   |  | 78' |
| Vào thay người:    |    |                     |  |     |
| MF                 | 16 | Housain Al-Mogahwi  |  | 44' |
| MF                 | 12 | Mohamed Kanno       |  | 75' |
| FW                 | 10 | Mohammad Al-Sahlawi |  | 78' |
| Huấn luyện viên:   |    |                     |  |     |
| Juan Antonio Pizzi |    |                     |  |     |

| Cầu thủ xuất sắc nhất trận: Luis Suárez (Uruguay) Trợ lý trọng tài: Nicolas Danos (Pháp) Cyril Gringore (Pháp) Trọng tài thứ tư: John Pitti (Panama) Trọng tài thứ năm: Gabriel Victoria (Panama) Trợ lý trọng tài video: Szymon Marciniak (Ba Lan) Trợ lý trọng tài trợ lý video: Paweł Gil (Ba Lan) Pawel Sokolnicki (Ba Lan) Daniele Orsato (Ý) |

### Uruguay vs Nga
Hai đội đã gặp nhau trong một trận đấu trước đây, một trận giao hữu năm 2012, đã kết thúc với tỷ số hòa 1–1. Thi đấu với tư cách là đội tuyển bóng đá quốc gia Liên Xô, hai đội đã phải đối mặt với nhau 7 lần, bao gồm 2 trận đấu tại giải vô địch bóng đá thế giới, một trận trong vòng bảng giải vô địch bóng đá thế giới 1962, Liên Xô đã thắng 2–1, và một trận khác tại trận tứ kết giải vô địch bóng đá thế giới 1970, Uruguay đã thắng 1–0.
Phút thứ 9, Suarez ghi bàn từ chấm đá phạt. Sau đó, tới phút 23, Diego Laxalt tung cú dứt điểm, bóng vô tình đập trúng Cheryshev rồi vượt qua thủ môn Igor Akinfeev. Ở phút thứ 36, Igor Smolnikov nhận thẻ vàng thứ hai sau khi phạm lỗi với Edinson Cavani. Ở phút cuối cùng của thời gian thi đấu chính thức, Cavani đã ghi bàn thắng cho đội nhà sau khi Akinfeev cản phá cú đánh đầu của Diego Godín. 

Nga là đội bóng châu Âu đầu tiên không đứng đầu bảng với tư cách là nước chủ nhà kể từ Tây Ban Nha năm 1982. Uruguay là đội đầu tiên thắng cả ba trận vòng bảng (ghi 5 bàn) mà không để thủng lưới bàn nào kể từ Argentina năm 1998 (ghi 7 bàn, không thủng lưới). Cavani trở thành cầu thủ thứ hai ghi bàn trong kì World Cup cho Uruguay sau Luis Suárez. Muslera trở thành cầu thủ thi đấu nhiều trận nhất mọi thời đại của Uruguay tại World Cup (14), vượt qua thủ môn Ladislao Mazurkiewicz. 
| Uruguay                                          | 3 - 0    | Nga |
| ------------------------------------------------ | -------- | --- |
| - Suárez 10' - Cheryshev 23' (l.n.) - Cavani 90' | Chi tiết |     |

| Uruguay | Nga |

| GK               | 1  | Fernando Muslera       |     |       |
| CB               | 19 | Sebastián Coates       |     |       |
| CB               | 3  | Diego Godín (c)        |     |       |
| CB               | 22 | Martín Cáceres         |     |       |
| DM               | 14 | Lucas Torreira         |     |       |
| CM               | 15 | Matías Vecino          |     |       |
| CM               | 6  | Rodrigo Bentancur      | 59' | 63'   |
| RW               | 8  | Nahitan Nández         |     | 73'   |
| LW               | 17 | Diego Laxalt           |     |       |
| CF               | 9  | Luis Suárez            |     |       |
| CF               | 21 | Edinson Cavani         |     | 90+3' |
| Vào thay người:  |    |                        |     |       |
| MF               | 10 | Giorgian De Arrascaeta |     | 63'   |
| MF               | 7  | Cristian Rodríguez     |     | 73'   |
| FW               | 18 | Maxi Gómez             |     | 90+3' |
| Huấn luyện viên: |    |                        |     |       |
| Óscar Tabárez    |    |                        |     |       |

| GK                   | 1  | Igor Akinfeev (c)  |         |     |
| RB                   | 23 | Igor Smolnikov     | 27' 36' |     |
| CB                   | 3  | Ilya Kutepov       |         |     |
| CB                   | 4  | Sergei Ignashevich |         |     |
| LB                   | 13 | Fyodor Kudryashov  |         |     |
| CM                   | 11 | Roman Zobnin       |         |     |
| CM                   | 8  | Yury Gazinsky      | 9'      | 46' |
| RW                   | 19 | Aleksandr Samedov  |         |     |
| AM                   | 15 | Aleksei Miranchuk  |         | 60' |
| LW                   | 6  | Denis Cheryshev    |         | 38' |
| CF                   | 22 | Artem Dzyuba       |         |     |
| Vào thay người:      |    |                    |         |     |
| DF                   | 2  | Mário Fernandes    |         | 38' |
| MF                   | 7  | Daler Kuzyayev     |         | 46' |
| FW                   | 10 | Fyodor Smolov      |         | 60' |
| Huấn luyện viên:     |    |                    |         |     |
| Stanislav Cherchesov |    |                    |         |     |

| Cầu thủ xuất sắc nhất trận: Luis Suárez (Uruguay) Trợ lý trọng tài: Djibril Camara (Sénégal) El Hadji Samba (Sénégal) Trọng tài thứ tư: Bamlak Tessema Weyesa (Ethiopia) Trọng tài thứ năm: Hasan Al Mahri (UAE) Trợ lý trọng tài video: Clément Turpin (Pháp) Trợ lý trọng tài trợ lý video: Paweł Gil (Ba Lan) Cyril Gringore (Pháp) Daniele Orsato (Ý) |

### Ả Rập Xê Út vs Ai Cập
Hai đội đã gặp nhau trong 6 trận đấu trước đây, một trận gần đây nhất trong Đại hội Thể thao Liên Ả Rập 2007, Ai Cập đã thắng 2–1.
Phút 22, Mohamed Salah đón đường chuyền dài của Abdallah Said và thực hiện một cú lốp bóng khéo léo qua đầu thủ môn Yasser Al-Mosailem đang lao tới. Salah phá bẫy việt vị của Ả Rập Xê Út và dứt điểm đi chệch cột dọc bên phải. Năm phút trước khi hết hiệp 1, Ahmed Fathy bị cho là đã phạm lỗi với Yasser Al-Shahrani trong vòng cấm. Essam El Hadary đã xuất sắc cản phá quả 11m của Fahad Al-Muwallad, nhưng niềm vui của anh đã vụt tắt khi quả phạt đền thứ hai được trao cho Ả Rập Xê Út vì hành động kéo áo của Al-Muwallad trước Ali Gabr. Salman Al-Faraj lần này đã đánh lừa được thủ môn để gỡ hoà 1-1. Tới phút 90+6, Salem Al-Dawsari đã tung một cú vô lê vượt qua thủ môn El-Hadary và nâng tỉ số lên 2-1.

Trận đấu này là lần đầu tiên Ai Cập dẫn trước trong một trận đấu tại World Cup, trong trận đấu thứ bảy của họ trong lịch sử World Cup. Bàn thắng trên chấm phạt đền của Al-Faraj cho Ả Rập Xê Út, được ghi ở phút 50 và 36 giây, là bàn thắng muộn nhất được ghi trong hiệp một của một trận đấu tại World Cup kể từ năm 1966. El Hadary, 45 tuổi và 161 ngày, là cầu thủ lớn tuổi nhất trong lịch sử World Cup, phá kỷ lục do Faryd Mondragón của Colombia lập vào năm 2014 (43 tuổi 3 ngày). Salah trở thành cầu thủ châu Phi đầu tiên ghi bàn trong hai lần ra sân đầu tiên tại World Cup. Abdullah Otayf đã thực hiện 110 đường chuyền trong trận đấu này, nhiều nhất của một cầu thủ châu Á trong một trận đấu tại World Cup kể từ năm 1966. Ả Rập Xê Út vẫn bất bại khi đối đầu với các đối thủ Ả Rập của họ tại World Cup, sau khi đánh bại Maroc 2–1 năm 1994 và hòa 2–2 trước Tunisia năm 2006. Đây là chiến thắng đầu tiên của Ả Rập Xê Út tại World Cup kể từ năm 1994.
| Ả Rập Xê Út                                 | 2 - 1    | Ai Cập      |
| ------------------------------------------- | -------- | ----------- |
| - Al-Faraj 45+6' (ph.đ.) - Al-Dawsari 90+5' | Chi tiết | - Salah 22' |

| Ả Rập Xê Út | Ai Cập |

| GK                 | 21 | Yasser Al-Mosailem |  |     |
| RB                 | 6  | Mohammed Al-Breik  |  |     |
| CB                 | 3  | Osama Hawsawi (c)  |  |     |
| CB                 | 23 | Motaz Hawsawi      |  |     |
| LB                 | 13 | Yasser Al-Shahrani |  |     |
| DM                 | 14 | Abdullah Otayf     |  |     |
| CM                 | 7  | Salman Al-Faraj    |  |     |
| CM                 | 16 | Housain Al-Mogahwi |  |     |
| RW                 | 9  | Hattan Bahebri     |  | 65' |
| LW                 | 18 | Salem Al-Dawsari   |  |     |
| CF                 | 19 | Fahad Al-Muwallad  |  | 79' |
| Vào thay người:    |    |                    |  |     |
| FW                 | 20 | Muhannad Assiri    |  | 65' |
| MF                 | 8  | Yahya Al-Shehri    |  | 79' |
| Huấn luyện viên:   |    |                    |  |     |
| Juan Antonio Pizzi |    |                    |  |     |

| GK               | 1  | Essam El-Hadary (c) |       |       |
| RB               | 7  | Ahmed Fathy         | 86'   |       |
| CB               | 2  | Ali Gabr            | 45+5' |       |
| CB               | 6  | Ahmed Hegazi        |       |       |
| LB               | 13 | Mohamed Abdel-Shafy |       |       |
| CM               | 17 | Mohamed Elneny      |       |       |
| CM               | 8  | Tarek Hamed         |       |       |
| RW               | 10 | Mohamed Salah       |       |       |
| AM               | 19 | Abdallah Said       |       | 45+7' |
| LW               | 21 | Trézéguet           |       | 81'   |
| CF               | 9  | Marwan Mohsen       |       | 64'   |
| Vào thay người:  |    |                     |       |       |
| FW               | 22 | Amr Warda           |       | 45+7' |
| FW               | 14 | Ramadan Sobhi       |       | 64'   |
| FW               | 11 | Kahraba             |       | 81'   |
| Huấn luyện viên: |    |                     |       |       |
| Héctor Cúper     |    |                     |       |       |

| Cầu thủ xuất sắc nhất trận: Mohamed Salah (Ai Cập) Trợ lý trọng tài: Alexander Guzmán (Colombia) Cristian de la Cruz (Colombia) Trọng tài thứ tư: Ricardo Montero (Costa Rica) Trọng tài thứ năm: Yamauchi Hiroshi (Nhật Bản) Trợ lý trọng tài video: Artur Soares Dias (Bồ Đào Nha) Trợ lý trọng tài trợ lý video: Tiago Martins (Bồ Đào Nha) Carlos Astroza (Chile) Wilton Sampaio (Brasil) |

## Kỷ luật
Các điểm giải phong cách, được sử dụng là các tiêu chí nếu tổng thể và kỷ lục đối đầu đối của đội tuyển vẫn được tỷ số hòa, được tính dựa trên các thẻ vàng và thẻ đỏ nhận được trong tất cả các trận đấu của bảng như sau:
- thẻ vàng đầu tiên: trừ 1 điểm;
- thẻ đỏ gián tiếp (thẻ vàng thứ hai): trừ 3 điểm;
- thẻ đỏ trực tiếp: trừ 4 điểm;
- thẻ vàng và thẻ đỏ trực tiếp: trừ 5 điểm;

Chỉ có một trong các khoản khấu trừ ở trên sẽ được áp dụng cho một cầu thủ trong một trận đấu duy nhất.
| Đội tuyển   | Trận 1   | Trận 1                                    | Trận 1 | Trận 1            | Trận 2   | Trận 2                                    | Trận 2 | Trận 2            | Trận 3   | Trận 3                                    | Trận 3 | Trận 3            | Điểm |
| Đội tuyển   | Thẻ vàng | Thẻ vàng · Thẻ vàng-đỏ (thẻ đỏ gián tiếp) | Thẻ đỏ | Thẻ vàng · Thẻ đỏ | Thẻ vàng | Thẻ vàng · Thẻ vàng-đỏ (thẻ đỏ gián tiếp) | Thẻ đỏ | Thẻ vàng · Thẻ đỏ | Thẻ vàng | Thẻ vàng · Thẻ vàng-đỏ (thẻ đỏ gián tiếp) | Thẻ đỏ | Thẻ vàng · Thẻ đỏ | Điểm |
| ----------- | -------- | ----------------------------------------- | ------ | ----------------- | -------- | ----------------------------------------- | ------ | ----------------- | -------- | ----------------------------------------- | ------ | ----------------- | ---- |
| Uruguay     |          |                                           |        |                   |          |                                           |        |                   | 1        |                                           |        |                   | −1   |
| Ả Rập Xê Út | 1        |                                           |        |                   |          |                                           |        |                   |          |                                           |        |                   | −1   |
| Ai Cập      | 2        |                                           |        |                   | 1        |                                           |        |                   | 2        |                                           |        |                   | −5   |
| Nga         | 1        |                                           |        |                   | 1        |                                           |        |                   | 1        | 1                                         |        |                   | −6   |